# Torneo Clausura 2025 (Guatemala)
El Torneo Clausura 2025 fue el 52° torneo corto del fútbol guatemalteco, que dará finalización a la temporada 2024−25 de la Liga Nacional de Fútbol de Guatemala.

## Sistema de competición

### Fase de clasificación
El formato de competición se vio modificado debido a la desafiliación del Deportivo Zacapa. El presente torneo consta de un formato de todos contra todos, jugándose 22 jornadas, con dos jornadas de descanso para cada equipo, para un total de 20 partidos por participante. Los primeros 8 equipos clasificarán a la fase final. Tras la finalización de cada partido se utiliza un sistema de puntos a fin de ordenar a los equipos en la tabla de posiciones, el cual dispone lo siguiente:
- Por victoria, se obtendrán 3 puntos.
- Por empate, se obtendrá 1 punto.
- Por derrota no se obtendrán puntos.

Los partidos que conformen cada fecha, así como el orden de estos serán definidos por sorteo antes de comenzar la competición.
Al finalizar las 22 jornadas, la tabla se ordenará con base en los clubes que hayan obtenido la mayoría de puntos, en caso de empates, se toman los siguientes criterios:
1. Puntos
2. Puntos obtenidos entre los equipos empatados
3. Diferencial de goles
4. Goles anotados
5. Goles anotados en condición visitante.

### Fase final
Al finalizar las 22 fechas totales, los primeros 8 equipos de la tabla general clasifican a la fase final.
Los ocho clubes calificados para esta fase del torneo serán reubicados de acuerdo con el lugar que ocupen en la tabla general al término de la fecha 22, con el puesto del número uno al club mejor clasificado, y así hasta el número 8. Los partidos a esta fase se desarrollarán a visita, en las siguientes etapas:
- Cuartos de final
- Semifinales
- Final

Los partidos de cuartos de final se jugarán de la siguiente manera:
2.° vs 7.°
3.° vs 6.°
4.° vs 5.°
En las semifinales participarán los cuatro clubes vencedores de cuartos de final, reubicándolos del uno al cuatro, de acuerdo a su mejor posición en la tabla General de clasificación al término de la jornada 22 del torneo correspondiente, enfrentándose:
2.° vs 3.°
Finalmente, en la final se enfrentan los dos vencedores de las rondas semifinales. El ganador de la serie final será proclamado como campeón de liga y clasificará a la Copa Centroamericana de Concacaf 2025.

## Equipos participantes

### Localización
| Equipos por departamento | Equipos por departamento | Equipos por departamento       | Equipos por departamento                                                                                              |
| Departamento             | N.º                      | Equipos                        | Mapa |
| ------------------------ | ------------------------ | ------------------------------ | --- |
| Guatemala                | 3                        | Comunicaciones Mixco Municipal | Comunicaciones Mixco Municipal Marquense Xelajú MC Antigua GFC Achuapa Cobán Imperial Guastatoya Malacateco Xinabajul |
| San Marcos               | 2                        | Malacateco Marquense           | Comunicaciones Mixco Municipal Marquense Xelajú MC Antigua GFC Achuapa Cobán Imperial Guastatoya Malacateco Xinabajul |
| Quetzaltenango           | 1                        | Xelajú MC                      | Comunicaciones Mixco Municipal Marquense Xelajú MC Antigua GFC Achuapa Cobán Imperial Guastatoya Malacateco Xinabajul |
| Sacatepéquez             | 1                        | Antigua GFC                    | Comunicaciones Mixco Municipal Marquense Xelajú MC Antigua GFC Achuapa Cobán Imperial Guastatoya Malacateco Xinabajul |
| Jutiapa                  | 1                        | Achuapa                        | Comunicaciones Mixco Municipal Marquense Xelajú MC Antigua GFC Achuapa Cobán Imperial Guastatoya Malacateco Xinabajul |
| Alta Verapáz             | 1                        | Cobán Imperial                 | Comunicaciones Mixco Municipal Marquense Xelajú MC Antigua GFC Achuapa Cobán Imperial Guastatoya Malacateco Xinabajul |
| El Progreso              | 1                        | Guastatoya                     | Comunicaciones Mixco Municipal Marquense Xelajú MC Antigua GFC Achuapa Cobán Imperial Guastatoya Malacateco Xinabajul |
| Huehuetenango            | 1                        | Xinabajul Huehue               | Comunicaciones Mixco Municipal Marquense Xelajú MC Antigua GFC Achuapa Cobán Imperial Guastatoya Malacateco Xinabajul |

### Información de equipos
| Equipo           | Entrenador               | Ciudad              | Estadio                           | Capacidad | Fundación      | Patrocinadores | Kit          | Derechos de transmisión |
| ---------------- | ------------------------ | ------------------- | --------------------------------- | --------- | -------------- | --- | ------------ | ----------------------- |
| Achuapa          | Rónald Gómez             | El Progreso         | Winston Pineda                    | 6,000     | 1932 (93 años) | Ver lista MUNI El Progreso Banrural                                                                                  | Guza−Sport   |                         |
| Antigua GFC      | Mauricio Tapia           | Antigua Guatemala   | Pensativo                         | 10,000    | 1959 (66 años) | Ver lista Municipalidad AG BET502 Bantrab Glucosoral                                                                 | NINO         | Logo-tigosports         |
| Marquense        | Hernan Medford           | San Marcos          | Marquesa de la Ensenada           | 11,000    | 1958 (67 años) | Ver lista Bantrab CEMEX Mercadeo Inmobiliario Centro Deportivo Las Rosas                                             | Nevimar      |                         |
| Cobán Imperial   | Roberto Montoya          | Cobán               | José Ángel Rossi                  | 7,000     | 1936 (89 años) | Ver lista Municipalidad Cobán Domino's Pizza Bantrab Pepsi Mayafert Betcris Alutech                                  | MG Sports    | Logo-tigosports         |
| Comunicaciones   | Ronald González          | Ciudad de Guatemala | Cementos Progreso                 | 17,000    | 1949 (76 años) | Ver lista Z Gas Banrural Gana 777                                                                                    | Kelme        | Canal 11                |
| Guastatoya       | Dwight Pezzarossi        | Guastatoya          | David Cordón Hichos               | 3,100     | 2010 (15 años) | Ver lista Top 1 Oil Banrural MUNI Guastatoya SISTECOM                                                                | Guza−Sport   |                         |
| Malacateco       | Roberto Hernández        | Malacatán           | Santa Lucía                       | 5,500     | 1962 (63 años) | Ver lista ACREDICOM Farmacias Batres Grupo Santa Lucía StarBus MUNI Malacatán Banrural Betcris                       | Silver Sport |                         |
| Mixco            | Fabricio Benítez         | Mixco               | Santo Domingo                     | 5,200     | 1964 (58 años) | Ver lista Top 1 Oil Z Gas MUNI Mixco Banrural                                                                        | JM12         |                         |
| Municipal        | Sebastián Bini           | Ciudad de Guatemala | Manuel Felipe Carrera "El Trébol" | 7,500     | 1936 (89 años) | Ver lista Z Gas Banrural Betcris                                                                                     | Umbro        | Logo-tigosports         |
| Xelajú MC        | Marvin Amarini Villatoro | Quetzaltenango      | Mario Camposeco                   | 11,400    | 1942 (83 años) | Ver lista Betcris Banrural Pepsi Elektra                                                                             | Kelme        | Logo-tigosports         |
| Xinabajul Huehue | Pablo Centrone           | Huehuetenango       | Los Cuchumatanes                  | 5,433     | 1980 (42 años) | Ver lista Muni Huehue Clínica Integral SIV EOM Banrural Power Gym Cristóbal Colón Distribuidora Karen FFACSA StarBus | Orion        | Logo-tigosports         |

## Fase de clasificación

### Tabla general
|                                                                        | Equipo           | Puntos | J  | G  | E | P  | GF | GC | DG  |
| ---------------------------------------------------------------------- | ---------------- | ------ | -- | -- | - | -- | -- | -- | --- |
| 1                                                                      | Municipal        | 35     | 20 | 10 | 5 | 5  | 26 | 18 | 8   |
| 2                                                                      | Comunicaciones   | 33     | 20 | 9  | 6 | 5  | 27 | 24 | 3   |
| 3                                                                      | Antigua GFC      | 32     | 20 | 9  | 5 | 6  | 30 | 24 | 6   |
| 4                                                                      | Cobán Imperial   | 32     | 20 | 10 | 2 | 8  | 26 | 25 | 1   |
| 5                                                                      | Malacateco       | 29     | 20 | 8  | 5 | 7  | 30 | 26 | 4   |
| 6                                                                      | Guastatoya       | 29     | 20 | 8  | 5 | 7  | 21 | 22 | -1  |
| 7                                                                      | Marquense        | 30     | 20 | 8  | 6 | 6  | 20 | 16 | 4   |
| 8                                                                      | Mixco            | 25     | 20 | 6  | 7 | 7  | 21 | 23 | -2  |
| 9                                                                      | Xelajú MC        | 24     | 20 | 6  | 6 | 8  | 28 | 25 | 3   |
| 10                                                                     | Achuapa          | 19     | 20 | 5  | 4 | 11 | 18 | 23 | -5  |
| 11                                                                     | Xinabajul Huehue | 14     | 20 | 3  | 5 | 12 | 18 | 39 | -21 |
| Fuente: Liga Nacional de Fútbol de Guatemala; actualización automática |                  |        |    |    |   |    |    |    |     |

     Fase final

## Fechas
| Jornada 1      | Jornada 1 | Jornada 1        | Jornada 1               | Jornada 1   | Jornada 1         | Jornada 1 | Jornada 1        |
| Local          | Resultado | Visitante        | Estadio                 | Fecha       | Árbitro           | Hora      | Transmisión      |
| -------------- | --------- | ---------------- | ----------------------- | ----------- | ----------------- | --------- | ---------------- |
| Cobán Imperial | 1-0       | Malacateco       | José Ángel Rossi        | 18 de enero | Cristopher Corado | 15:00     | Link=Tigo_Sports |
| Comunicaciones | 2-1       | Mixco            | Cementos Progreso       | 18 de enero | Genesis De León   | 17:00     | Canal 11         |
| Antigua GFC    | 3-0       | Guastatoya       | Pensativo               | 18 de enero | Dilia Bradley     | 19:00     | Link=Tigo_Sports |
| Marquense      | 2-0       | Xinabajul Huehue | Marquesa de la Ensenada | 18 de enero | Julio Luna        | 21:00     |                  |
| Achuapa        | 2-0       | Xelajú MC        | Winston Pineda          | 19 de enero | Bryan López       | 15:00     |                  |
| Municipal      | Municipal | Municipal        | Municipal               | Descanso    | Descanso          | Descanso  | Descanso         |

| Jornada 2        | Jornada 2  | Jornada 2      | Jornada 2             | Jornada 2   | Jornada 2        | Jornada 2 | Jornada 2        |
| Local            | Resultado  | Visitante      | Estadio               | Fecha       | Árbitro          | Hora      | Transmisión      |
| ---------------- | ---------- | -------------- | --------------------- | ----------- | ---------------- | --------- | ---------------- |
| Guastatoya       | 0-0        | Comunicaciones | David Cordón Hichos   | 21 de enero | Orlando Alvarado | 16:00     |                  |
| Municipal        | 2-1        | Achuapa        | Manuel Felipe Carrera | 22 de enero | Diego Ojer       | 12:30     | Canal 11         |
| Mixco            | 2-3        | Marquense      | Santo Domingo         | 22 de enero | Mario Escobar    | 15:00     |                  |
| Xinabajul Huehue | 0-1        | Cobán Imperial | Los Cuchumatanes      | 22 de enero | Allan Monroy     | 20:00     | Link=Tigo_Sports |
| Xelajú MC        | 5-1        | Antigua GFC    | Mario Camposeco       | 23 de enero | Walter López     | 20:00     | Link=Tigo_Sports |
| Malacateco       | Malacateco | Malacateco     | Malacateco            | Descanso    | Descanso         | Descanso  | Descanso         |

| Jornada 3        | Jornada 3        | Jornada 3        | Jornada 3               | Jornada 3   | Jornada 3           | Jornada 3 | Jornada 3        |
| Local            | Resultado        | Visitante        | Estadio                 | Fecha       | Árbitro             | Hora      | Transmisión      |
| ---------------- | ---------------- | ---------------- | ----------------------- | ----------- | ------------------- | --------- | ---------------- |
| Comunicaciones   | 2-3              | Antigua GFC      | Cementos Progreso       | 25 de enero | Juan Manuel Morales | 17:00     | Canal 11         |
| Marquense        | 2-0              | Guastatoya       | Marquesa de la Ensenada | 25 de enero | Sergio Reyna        | 19:00     |                  |
| Achuapa          | 0-0              | Malacateco       | Winston Pineda          | 26 de enero | Enrique de la Rosa  | 11:00     |                  |
| Cobán Imperial   | 2-0              | Mixco            | José Ángel Rossi        | 26 de enero | Stib Morales        | 15:00     | Link=Tigo_Sports |
| Xelajú MC        | 1-1              | Municipal        | Mario Camposeco         | 26 de enero | Wildomar Ramírez    | 19:00     | Link=Tigo_Sports |
| Xinabajul Huehue | Xinabajul Huehue | Xinabajul Huehue | Xinabajul Huehue        | Descanso    | Descanso            | Descanso  | Descanso         |

| Jornada 4        | Jornada 4 | Jornada 4      | Jornada 4           | Jornada 4   | Jornada 4        | Jornada 4 | Jornada 4        |
| Local            | Resultado | Visitante      | Estadio             | Fecha       | Árbitro          | Hora      | Transmisión      |
| ---------------- | --------- | -------------- | ------------------- | ----------- | ---------------- | --------- | ---------------- |
| Antigua GFC      | 2-1       | Municipal      | Pensativo           | 29 de enero | Kevin Cacao      | 19:00     | Link=Tigo_Sports |
| Malacateco       | 2-1       | Xelajú MC      | Santa Lucía         | 29 de enero | Stib Morales     | 19:00     |                  |
| Comunicaciones   | 1-1       | Marquense      | Cementos Progreso   | 29 de enero | Wildomar Ramirez | 21:00     | Canal 11         |
| Guastatoya       | 4-0       | Cobán Imperial | David Cordón Hichos | 30 de enero | Luis Escobar     | 16:00     |                  |
| Xinabajul Huehue | 2-1       | Achuapa        | Los Cuchumatanes    | 30 de enero | Armando Reyna    | 20:00     | Link=Tigo_Sports |
| Mixco            | Mixco     | Mixco          | Mixco               | Descanso    | Descanso         | Descanso  | Descanso         |

| Jornada 5      | Jornada 5  | Jornada 5        | Jornada 5               | Jornada 5    | Jornada 5         | Jornada 5 | Jornada 5        |
| Local          | Resultado  | Visitante        | Estadio                 | Fecha        | Árbitro           | Hora      | Transmisión      |
| -------------- | ---------- | ---------------- | ----------------------- | ------------ | ----------------- | --------- | ---------------- |
| Municipal      | 4-2        | Malacateco       | Manuel Felipe Carrera   | 1 de febrero | Mario Escobar     | 15:00     | Canal 11         |
| Marquense      | 0-0        | Antigua GFC      | Marquesa de la Ensenada | 1 de febrero | Bryan López       | 19:00     |                  |
| Cobán Imperial | 0-0        | Comunicaciones   | José Ángel Rossi        | 2 de febrero | Sergio Reyna      | 11:00     | Link=Tigo_Sports |
| Achuapa        | 0-0        | Mixco            | Winston Pineda          | 2 de febrero | Walter López      | 15:00     |                  |
| Xelajú MC      | 7-2        | Xinabajul Huehue | Mario Camposeco         | 2 de febrero | Cristhofer Corado | 19:00     | Link=Tigo_Sports |
| Guastatoya     | Guastatoya | Guastatoya       | Guastatoya              | Descanso     | Descanso          | Descanso  | Descanso         |

| Jornada 6        | Jornada 6      | Jornada 6      | Jornada 6               | Jornada 6    | Jornada 6         | Jornada 6 | Jornada 6        |
| Local            | Resultado      | Visitante      | Estadio                 | Fecha        | Árbitro           | Hora      | Transmisión      |
| ---------------- | -------------- | -------------- | ----------------------- | ------------ | ----------------- | --------- | ---------------- |
| Mixco            | 0-0            | Xelajú MC      | Santo Domingo           | 5 de febrero | Bryan López       | 14:45     |                  |
| Guastatoya       | 1-0            | Achuapa        | David Cordón Hichos     | 5 de febrero | Julio Luna        | 16:45     |                  |
| Antigua GFC      | 2-3            | Malacateco     | Pensativo               | 5 de febrero | Cristhofer Corado | 19:00     | Link=Tigo_Sports |
| Xinabajul Huehue | 0-2            | Municipal      | Los Cuchumatanes        | 5 de febrero | Diego González    | 21:00     | Link=Tigo_Sports |
| Marquense        | 2-0            | Cobán Imperial | Marquesa de la Ensenada | 6 de febrero | Walter López      | 19:00     |                  |
| Comunicaciones   | Comunicaciones | Comunicaciones | Comunicaciones          | Descanso     | Descanso          | Descanso  | Descanso         |

| Jornada 7      | Jornada 7 | Jornada 7        | Jornada 7             | Jornada 7    | Jornada 7      | Jornada 7 | Jornada 7        |
| Local          | Resultado | Visitante        | Estadio               | Fecha        | Árbitro        | Hora      | Transmisión      |
| -------------- | --------- | ---------------- | --------------------- | ------------ | -------------- | --------- | ---------------- |
| Municipal      | 1-1       | Mixco            | Manuel Felipe Carrera | 8 de febrero | Julio Luna     | 15:00     | Canal 11         |
| Xelajú MC      | 1-0       | Guastatoya       | Mario Camposeco       | 8 de febrero | Walter López   | 20:00     | Link=Tigo_Sports |
| Achuapa        | 1-1       | Comunicaciones   | Winston Pineda        | 9 de febrero | Luis Escobar   | 15:00     |                  |
| Cobán Imperial | 0-1       | Antigua GFC      | José Ángel Rossi      | 9 de febrero | Diego González | 15:00     |                  |
| Malacateco     | 1-0       | Xinabajul Huehue | Santa Lucía           | 9 de febrero | Bryan López    | 17:00     |                  |
| Marquense      | Marquense | Marquense        | Marquense             | Descanso     | Descanso       | Descanso  | Descanso         |

| Jornada 8      | Jornada 8      | Jornada 8        | Jornada 8               | Jornada 8     | Jornada 8         | Jornada 8 | Jornada 8        |
| Local          | Resultado      | Visitante        | Estadio                 | Fecha         | Árbitro           | Hora      | Transmisión      |
| -------------- | -------------- | ---------------- | ----------------------- | ------------- | ----------------- | --------- | ---------------- |
| Mixco          | 2-1            | Malacateco       | Santo Domingo           | 12 de febrero | Diego González    | 15:00     |                  |
| Guastatoya     | 0-2            | Municipal        | David Cordón Hichos     | 12 de febrero | Cristhofer Corado | 17:00     |                  |
| Antigua GFC    | 6-0            | Xinabajul Huehue | Pensativo               | 12 de febrero | Stib Morales      | 19:00     | Link=Tigo_Sports |
| Marquense      | 2-1            | Achuapa          | Marquesa de la Ensenada | 13 de febrero | Mario Escobar     | 19:00     | Link=Tigo_Sports |
| Comunicaciones | 2-1            | Xelajú MC        | Cementos Progreso       | 27 de febrero | Orlando Alvarado  | 19:00     | Canal 11         |
| Cobán Imperial | Cobán Imperial | Cobán Imperial   | Cobán Imperial          | Descanso      | Descanso          | Descanso  | Descanso         |

| Jornada 9        | Jornada 9   | Jornada 9      | Jornada 9             | Jornada 9     | Jornada 9         | Jornada 9 | Jornada 9        |
| Local            | Resultado   | Visitante      | Estadio               | Fecha         | Árbitro           | Hora      | Transmisión      |
| ---------------- | ----------- | -------------- | --------------------- | ------------- | ----------------- | --------- | ---------------- |
| Municipal        | 2-1         | Comunicaciones | Manuel Felipe Carrera | 15 de febrero | Mario Escobar     | 15:00     | Canal 11         |
| Malacateco       | 5-2         | Guastatoya     | Santa Lucía           | 15 de febrero | Luis Escobar      | 19:00     |                  |
| Achuapa          | 0-2         | Cobán Imperial | Winston Pineda        | 16 de febrero | Sergio Reyna      | 15:00     |                  |
| Xinabajul Huehue | 1-2         | Mixco          | Los Cuchumatanes      | 16 de febrero | Cristhofer Corado | 17:00     | Link=Tigo_Sports |
| Xelajú MC        | 0-0         | Marquense      | Mario Camposeco       | 16 de febrero | Bryan López       | 19:00     | Link=Tigo_Sports |
| Antigua GFC      | Antigua GFC | Antigua GFC    | Antigua GFC           | Descanso      | Descanso          | Descanso  | Descanso         |

| Jornada 10     | Jornada 10 | Jornada 10       | Jornada 10              | Jornada 10    | Jornada 10        | Jornada 10 | Jornada 10       |
| Local          | Resultado  | Visitante        | Estadio                 | Fecha         | Árbitro           | Hora       | Transmisión      |
| -------------- | ---------- | ---------------- | ----------------------- | ------------- | ----------------- | ---------- | ---------------- |
| Cobán Imperial | 1-0        | Xelajú MC        | José Ángel Rossi        | 22 de febrero | Luis Escobar      | 15:00      | Link=Tigo_Sports |
| Guastatoya     | 1-2        | Xinabajul Huehue | David Cordón Hichos     | 23 de febrero | Orlando Alvarado  | 16:00      |                  |
| Marquense      | 0-0        | Municipal        | Marquesa de la Ensenada | 23 de febrero | Diego González    | 19:00      |                  |
| Comunicaciones | 2-1        | Malacateco       | Cementos Progreso       | 23 de febrero | Cristhofer Corado | 19:00      | Canal 11         |
| Antigua GFC    | 1-1        | Mixco            | Pensativo               | 16 de marzo   | Bryan López       | 19:00      | Link=Tigo_Sports |
|                |            |                  |                         | Descanso      |                   |            |                  |

| Jornada 11       | Jornada 11 | Jornada 11     | Jornada 11            | Jornada 11 | Jornada 11       | Jornada 11 | Jornada 11       |
| Local            | Resultado  | Visitante      | Estadio               | Fecha      | Árbitro          | Hora       | Transmisión      |
| ---------------- | ---------- | -------------- | --------------------- | ---------- | ---------------- | ---------- | ---------------- |
| Achuapa          | 2-0        | Antigua GFC    | Winston Pineda        | 1 de marzo | Wildomar Ramírez | 13:00      |                  |
| Mixco            | 0-1        | Guastatoya     | Santo Domingo         | 1 de marzo | Diego González   | 15:00      |                  |
| Municipal        | 2-1        | Cobán Imperial | Manuel Felipe Carrera | 2 de marzo | Orlando Alvarado | 11:00      | Canal 11         |
| Malacateco       | 1-0        | Marquense      | Santa Lucía           | 2 de marzo | Stib Morales     | 15:00      |                  |
| Xinabajul Huehue | 0-1        | Comunicaciones | Los Cuchumatanes      | 2 de marzo | Julio Luna       | 17:00      | Link=Tigo_Sports |
|                  |            |                |                       | Descanso   |                  |            |                  |

## Fase final

### Cuadro
|  | Cuartos de final 30 de abril y 1 de mayo (ida) 3 y 4 de mayo (vuelta) | Cuartos de final 30 de abril y 1 de mayo (ida) 3 y 4 de mayo (vuelta) | Cuartos de final 30 de abril y 1 de mayo (ida) 3 y 4 de mayo (vuelta) | Cuartos de final 30 de abril y 1 de mayo (ida) 3 y 4 de mayo (vuelta) | Cuartos de final 30 de abril y 1 de mayo (ida) 3 y 4 de mayo (vuelta) |   |   | Semifinales 7 y 8 de mayo (ida) 10 y 11 de mayo (vuelta) | Semifinales 7 y 8 de mayo (ida) 10 y 11 de mayo (vuelta) | Semifinales 7 y 8 de mayo (ida) 10 y 11 de mayo (vuelta) | Semifinales 7 y 8 de mayo (ida) 10 y 11 de mayo (vuelta) | Semifinales 7 y 8 de mayo (ida) 10 y 11 de mayo (vuelta) |  |   | Finales 15 de mayo (ida) 18 de mayo (vuelta) | Finales 15 de mayo (ida) 18 de mayo (vuelta) | Finales 15 de mayo (ida) 18 de mayo (vuelta) | Finales 15 de mayo (ida) 18 de mayo (vuelta) | Finales 15 de mayo (ida) 18 de mayo (vuelta) |  |
|  |                                                                       |                                                                       |                                                                       |                                                                       |                                                                       |   |   |                                                          |                                                          |                                                          |                                                          |                                                          |  |   |                                              |                                              |                                              |                                              |                                              |  |
|  |                                                                       |                                                                       |                                                                       |                                                                       |                                                                       |   |   |                                                          |                                                          |                                                          |                                                          |                                                          |  |   |                                              |                                              |                                              |                                              |                                              |  |
|  | 1                                                                     | Municipal                                                             | 0                                                                     | 4                                                                     | 4                                                                     |   |   |                                                          |                                                          |                                                          |                                                          |                                                          |  |   |                                              |                                              |                                              |                                              |                                              |  |
|  | 1                                                                     | Municipal                                                             | 0                                                                     | 4                                                                     | 4                                                                     |   |   |                                                          |                                                          |                                                          |                                                          |                                                          |  |   |                                              |                                              |                                              |                                              |                                              |  |
|  | 8                                                                     | Mixco                                                                 | 0                                                                     | 0                                                                     | 0                                                                     |   |   |                                                          |                                                          |                                                          |                                                          |                                                          |  |   |                                              |                                              |                                              |                                              |                                              |  |
|  | 8                                                                     | Mixco                                                                 | 0                                                                     | 0                                                                     | 0                                                                     |   | 1 | Municipal                                                | 1                                                        | 1                                                        | 2                                                        |                                                          |  |   |                                              |                                              |                                              |                                              |                                              |  |
|  |                                                                       |                                                                       |                                                                       |                                                                       |                                                                       |   | 1 | Municipal                                                | 1                                                        | 1                                                        | 2                                                        |                                                          |  |   |                                              |                                              |                                              |                                              |                                              |  |
|  |                                                                       |                                                                       | 7                                                                     | Marquense                                                             | 1                                                                     | 0 | 1 |                                                          |                                                          |                                                          |                                                          |                                                          |  |   |                                              |                                              |                                              |                                              |                                              |  |
|  | 2                                                                     | Comunicaciones                                                        | 7                                                                     | Marquense                                                             | 1                                                                     | 0 | 1 | 0                                                        | 2                                                        | 2                                                        |                                                          |                                                          |  |   |                                              |                                              |                                              |                                              |                                              |  |
|  | 2                                                                     | Comunicaciones                                                        |                                                                       |                                                                       |                                                                       |   |   |                                                          |                                                          | 2                                                        |                                                          |                                                          |  |   |                                              |                                              |                                              |                                              |                                              |  |
|  | 7                                                                     | Marquense                                                             | 2                                                                     | 1                                                                     | 3                                                                     |   |   |                                                          |                                                          |                                                          |                                                          |                                                          |  |   |                                              |                                              |                                              |                                              |                                              |  |
|  | 7                                                                     | Marquense                                                             | 2                                                                     | 1                                                                     | 3                                                                     |   |   |                                                          |                                                          |                                                          |                                                          |                                                          |  | 1 | Municipal                                    | 0                                            | 1                                            | 1                                            |                                              |  |
|  |                                                                       |                                                                       |                                                                       |                                                                       |                                                                       |   |   |                                                          |                                                          |                                                          |                                                          |                                                          |  | 1 | Municipal                                    | 0                                            | 1                                            | 1                                            |                                              |  |
|  |                                                                       |                                                                       | 3                                                                     | Antigua GFC                                                           | 0                                                                     | 2 | 2 |                                                          |                                                          |                                                          |                                                          |                                                          |  |   |                                              |                                              |                                              |                                              |                                              |  |
|  | 3                                                                     | Antigua GFC                                                           | 3                                                                     | Antigua GFC                                                           | 0                                                                     | 2 | 2 | 3                                                        | 2                                                        | 5                                                        |                                                          |                                                          |  |   |                                              |                                              |                                              |                                              |                                              |  |
|  | 3                                                                     | Antigua GFC                                                           |                                                                       |                                                                       |                                                                       |   |   |                                                          |                                                          | 5                                                        |                                                          |                                                          |  |   |                                              |                                              |                                              |                                              |                                              |  |
|  | 6                                                                     | Guastatoya                                                            | 0                                                                     | 0                                                                     | 0                                                                     |   |   |                                                          |                                                          |                                                          |                                                          |                                                          |  |   |                                              |                                              |                                              |                                              |                                              |  |
|  | 6                                                                     | Guastatoya                                                            | 0                                                                     | 0                                                                     | 0                                                                     |   | 3 | Antigua GFC                                              | 1                                                        | 4                                                        | 5                                                        |                                                          |  |   |                                              |                                              |                                              |                                              |                                              |  |
|  |                                                                       |                                                                       |                                                                       |                                                                       |                                                                       |   | 3 | Antigua GFC                                              | 1                                                        | 4                                                        | 5                                                        |                                                          |  |   |                                              |                                              |                                              |                                              |                                              |  |
|  |                                                                       |                                                                       | 4                                                                     | Cobán Imperial                                                        | 2                                                                     | 0 | 2 |                                                          |                                                          |                                                          |                                                          |                                                          |  |   |                                              |                                              |                                              |                                              |                                              |  |
|  | 4                                                                     | Cobán Imperial                                                        | 4                                                                     | Cobán Imperial                                                        | 2                                                                     | 0 | 2 | 1                                                        | 2                                                        | 3                                                        |                                                          |                                                          |  |   |                                              |                                              |                                              |                                              |                                              |  |
|  | 4                                                                     | Cobán Imperial                                                        |                                                                       |                                                                       |                                                                       |   |   |                                                          |                                                          | 3                                                        |                                                          |                                                          |  |   |                                              |                                              |                                              |                                              |                                              |  |
|  | 5                                                                     | Malacateco                                                            | 0                                                                     | 1                                                                     | 1                                                                     |   |   |                                                          |                                                          |                                                          |                                                          |                                                          |  |   |                                              |                                              |                                              |                                              |                                              |  |
|  | 5                                                                     | Malacateco                                                            | 0                                                                     | 1                                                                     | 1                                                                     |   |   |                                                          |                                                          |                                                          |                                                          |                                                          |  |   |                                              |                                              |                                              |                                              |                                              |  |
|  |                                                                       |                                                                       |                                                                       |                                                                       |                                                                       |   |   |                                                          |                                                          |                                                          |                                                          |                                                          |  |   |                                              |                                              |                                              |                                              |                                              |  |

### Cuartos de final

#### Municipal - Mixco
| 1 de mayo de 2025 | Mixco | 0-0     | Municipal | Estadio Santo Domingo, Mixco |                              |
| 15:00 (UTC-6)     |       | Reporte |           | Árbitro(s): Wildomar Ramírez | Árbitro(s): Wildomar Ramírez |

| 4 de mayo de 2025 | Municipal                                                          | 4-0 (Global 4-0) | Mixco | Estadio Manuel Felipe Carrera, Ciudad de Guatemala |                              |
| 15:00 (UTC-6)     | Rudy Muñóz 47' · José Martínez 49' (pen.) · César Archila 69', 78' | Reporte          |       | Árbitro(s): Julio César Luna                       | Árbitro(s): Julio César Luna |

#### Cobán Imperial - Malacateco
| 30 de abril de 2025 | Malacateco | 0-1     | Cobán Imperial     | Estadio Santa Lucía, Malacatán |                           |
| 20:00 (UTC-6)       |            | Reporte | Yeltsin Álvarez 9' | Árbitro(s): Mario Escobar      | Árbitro(s): Mario Escobar |

| 3 de mayo de 2025 | Cobán Imperial                          | 2-1 (Global 3-1) | Malacateco         | Estadio José Ángel Rossi, Cobán |                               |
| 15:00 (UTC-6)     | Facundo Queiroz 52' · Taufic Guarch 70' | Reporte          | Yunior Pérez 45+1' | Árbitro(s): Cristopher Corado   | Árbitro(s): Cristopher Corado |

#### Antigua GFC - Guastatoya
| 30 de abril de 2025 | Guastatoya | 0-3     | Antigua GFC                                                         | Estadio David Cordón Hichos, Guastatoya |                         |
| 16:00 (UTC-6)       |            | Reporte | Francisco Apaolaza 12' · Robinson Flores 21' · Dewinder Bradley 67' | Árbitro(s): Kevin Cacao                 | Árbitro(s): Kevin Cacao |

| 3 de mayo de 2025 | Antigua GFC                                 | 2-0 (Global 5-0) | Guastatoya | Estadio Pensativo, Antigua Guatemala |                        |
| 18:00 (UTC-6)     | Dewinder Bradley 31' · Santiago Garzaro 87' | Reporte          |            | Árbitro(s): Diego Ojer               | Árbitro(s): Diego Ojer |

#### Comunicaciones - Marquense
| 1 de mayo de 2025 | Marquense                             | 2-0     | Comunicaciones | Estadio Marquesa de la Ensenada, San Marcos |                          |
| 17:30 (UTC-6)     | Júnior Lacayo 31' · Kennedy Rocha 38' | Reporte |                | Árbitro(s): Walter López                    | Árbitro(s): Walter López |

| 4 de mayo de 2025 | Comunicaciones                      | 2-1 (Global 2-3) | Marquense            | Estadio Cementos Progreso, Ciudad de Guatemala |                              |
| 18:00 (UTC-6)     | Erick Lemus 33' · Antonio López 46' | Reporte          | Fernando Fuentes 23' | Árbitro(s): Orlando Alvarado                   | Árbitro(s): Orlando Alvarado |

### Semifinales

#### Municipal - Marquense
| 8 de mayo de 2025 | Marquense       | 1-1     | Municipal    | Estadio Marquesa de la Ensenada, San Marcos |                          |
| 20:00 (UTC-6)     | Óscar Linton 7' | Reporte | José Mena 9' | Árbitro(s): Walter López                    | Árbitro(s): Walter López |

| 11 de mayo de 2025 | Municipal        | 1-0 (Global 2-1) | Marquense | Estadio Manuel Felipe Carrera, Ciudad de Guatemala |                                 |
| 15:00 (UTC-6)      | José Morales 12' | Reporte          |           | Árbitro(s): Diego Ojer González                    | Árbitro(s): Diego Ojer González |

#### Antigua GFC - Cobán Imperial
| 7 de mayo de 2025 | Cobán Imperial                             | 2-1     | Antigua GFC         | Estadio José Ángel Rossi, Cobán |                               |
| 15:00 (UTC-6)     | Jonathan Morán 63' · Janderson Pereira 86' | Reporte | Diego Fernández 72' | Árbitro(s): Cristopher Corado   | Árbitro(s): Cristopher Corado |

| 10 de mayo de 2025 | Antigua GFC                                                        | 4-0 (Global 5-2) | Cobán Imperial | Estadio Pensativo, Antigua Guatemala |                           |
| 19:00 (UTC-6)      | Robinson Flores 12', 15' · Óscar Santis 66' · Dewinder Bradley 83' | Reporte          |                | Árbitro(s): Mario Escobar            | Árbitro(s): Mario Escobar |

### Finales

#### Municipal - Antigua GFC
| 15 de mayo de 2025 | Antigua GFC | 0-0     | Municipal | Estadio Pensativo, Antigua Guatemala |                                 |
| 19:00 (UTC-6)      |             | Reporte |           | Árbitro(s): Diego Ojer González      | Árbitro(s): Diego Ojer González |

| 18 de mayo de 2025 | Municipal    | 1-2 (Global 1-2) | Antigua GFC                         | Estadio Manuel Felipe Carrera, Ciudad de Guatemala |                                                |
| 14:00 (UTC-6)      | J.Mendez 24' | Reporte          | O.Castellanos 73' · D.Bradley 90+6' | Árbitro(s): Walter Alexander López Castellanos     | Árbitro(s): Walter Alexander López Castellanos |

| Campeón                                                           |
| Antigua GFC                                                       |
| 5.° Título Clasificado a la Copa Centroamericana de Concacaf 2025 |

## Tabla acumulada

### Tabla
| Pos. | Equipos          | Pts. | PJ | G  | E  | P  | GF | GC | Dif. | Clasificación             |
| ---- | ---------------- | ---- | -- | -- | -- | -- | -- | -- | ---- | ------------------------- |
| 1    | Municipal        | 65   | 36 | 18 | 11 | 7  | 51 | 33 | 18   | Copa Centroamericana 2025 |
| 2    | Cobán Imperial   | 57   | 36 | 17 | 6  | 13 | 51 | 41 | 10   |                           |
| 3    | Comunicaciones   | 57   | 36 | 16 | 9  | 11 | 51 | 47 | 4    |                           |
| 4    | Antigua GFC(CC)  | 55   | 36 | 15 | 10 | 11 | 57 | 48 | 9    | Copa Centroamericana 2025 |
| 5    | Xelajú MC (CA)   | 54   | 36 | 14 | 12 | 10 | 54 | 34 | 20   | Copa Centroamericana 2025 |
| 6    | Malacateco       | 54   | 36 | 15 | 9  | 12 | 49 | 39 | 10   |                           |
| 7    | Mixco            | 47   | 36 | 12 | 11 | 13 | 36 | 42 | -6   |                           |
| 8    | Guastatoya       | 43   | 36 | 10 | 13 | 13 | 36 | 41 | -5   |                           |
| 9    | Marquense        | 42   | 36 | 10 | 12 | 14 | 31 | 42 | -11  |                           |
| 10   | Achuapa          | 40   | 36 | 10 | 10 | 16 | 33 | 40 | -7   |                           |
| 11   | Xinabajul Huehue | 39   | 36 | 10 | 9  | 17 | 44 | 63 | -19  | Primera División 2025-26  |
| 12   | Zacapa           | 6    | 16 | 0  | 6  | 10 | 5  | 28 | -23  | Desafiliado               |

#### Descendidos
| 660px_eleven_vertical_stripes_HEX-000000_HEX-FF0000 | 600px_Verde_e_Giallo_troncato |
| Zacapa                                              | Xinabajul Huehue              |
| Descendido el 05/01/2025                            | Descendido el 16/05/2025      |